# 埃米尔·菲瑟
埃米尔·菲瑟（法語：Émile Fisseux，1868年2月15日—？），法国男子射箭运动员。他曾代表法国参加1900年和1908年夏季奥林匹克运动会射箭比赛，其中1900年奥运会获得一枚铜牌。